# 法属阿尔及利亚
法属阿尔及利亚是阿尔及利亚历史上的一段殖民地时期。当时，法属阿尔及利亚是法兰西共和国的殖民地。
作為法國統治時間最長的海外領土之一，法屬阿爾及利亞吸引了數十萬歐洲移民，這些移民被稱為「開拓者」（colons），後來被稱為「黑腳」（pieds-noirs）。然而在整個殖民時期，土著穆斯林仍然佔人口的大多數。同时据估计，由于战乱、疾病等问题，1830年至1875年间，阿尔及利亚本土人口减少了1/3。漸漸地，穆斯林中出现了对缺乏政治和經濟自由不满的看法，並最終产生了從法國獨立的呼聲。
1954年，法屬阿爾及利亞地区的穆斯林和殖民政府之间的矛盾进一步加剧，并最终导致了以游擊戰為主的阿尔及利亚独立战争，法國在战争中被指控對敵方採用了非法的酷刑手段以鎮壓反抗。阿尔及利亚独立战争于1962年结束，阿尔及利亚在1962年3月签订同法国政府签订埃维昂协议并于1962年7月举行公投后正式获得独立，成立了阿尔及利亚民主人民共和国。